# Kościół Matki Bożej ze Schodów
Kościół Matki Bożej ze Schodów (wł. Chiesa di Santa Maria della Scala) – rzymskokatolicki kościół tytularny w Rzymie, położony na Zatybrzu.
Świątynia ta jest kościołem rektoralnym parafii św. Doroty w Rzymie oraz kościołem tytularnym. Obecnym kardynałem tytularnym od 2016 jest Ernest Simoni.

## Lokalizacja
Kościół znajduje się w XIII Rione Rzymu – Zatybrze przy Piazza della Scala 23.

## Historia
Kościół Santa Maria della Scala został zbudowany w latach 1593–1610 na cześć cudownego wizerunku Matki Bożej. Według tradycji znajdować się on miał nad zewnętrznymi schodami jednego z okolicznych domów. Uboga praczka Karolina, modliła się w tym miejscu o zdrowie dla swej córki, która od urodzenia była niemową. Za wstawiennictwem Maryi dokonać się miało uzdrowienie. Sława tego wydarzenia sprawiła, że wkrótce zdecydowano postawić na tym miejscu kościół. Zatybrze było wówczas ubogą dzielnicą, zamieszkaną przez klasy niższe, pozbawioną wielkich pałaców. Papież Klemens VIII zlecił architektowi Francesco Ciprianiemu de Volterze zaprojektowanie świątyni, która mogłaby pomieścić cudowny obraz określany jako Santa Maria della Scala (pol. Matka Boża ze Schodów). De Volterra zmarł w początkowej fazie wznoszenia kościoła i kierownictwo architektoniczne przejął po nim Ottavio Mascherino. Opiekunem świątyni, który czuwał nad pracami i zapewniał niezbędne wsparcie materialne, był kardynał Tolomeo Gallio. W jej pobliżu działała instytucja zajmująca się pomocą upadłym, ubogim i porzuconym kobietom, a z czasem także edukacją młodych panien. Innym patronem kościoła był Laerzio Cherubini, wpływowa postać na dworze papieskim, który w 1601 roku zamówił u Caravaggia obraz mający przedstawiać Najświętszą Maryję Pannę. Miał on zostać umieszczony w ołtarzu głównym. W 1606 roku obraz Caravaggia był gotowy, ale zamiast zachwycić raczej zszokował on karmelitów zarządzających kościołem. Śmierć Marii została przez nich zdecydowanie odrzucona. Miało to się stać z uwagi na przesadną wulgarność obrazu, nogi Maryi miały być odsłonięte, sama jej postać pozbawiona piękna i boskości, a na domiar złego pozować miała do niego prostytutka.
20 marca 1597 roku kościół Matki Bożej ze Schodów bullą Klemensa VIII Sacrarum Religionum został powierzony karmelitom bosym. W jej sąsiedztwie wznieśli oni swój pierwszy klasztor położony na terenie Rzymu, skąd karmel terezjański rozprzestrzenić miał się na tereny Italii. Klasztor ten słynie z pochodzącej z XVII wieku apteki, w której wyposażenie i wystrój zachowały się w oryginalnej formie. Apteka ta dostarczała medykamenty papieżom i Kurii Rzymskiej, a leki przygotowywane według starodawnych karmelitańskich receptur są tam wytwarzane do dziś.
Od 1607 do 1610 roku w kościele wzniesiono transept, chór oraz kopułę.
29 kwietnia 1614 roku włoska kongregacja karmelitów bosych przyjęła, że kościół Santa Maria della Scala (wraz z innym rzymskim kościołem Santa Maria della Vittoria) staną się wzorem dla wszystkich świątyń tego zakonu budowanych na terenie Italii. Wkrótce stały się one też modelowe dla karmelitańskich kościołów we Francji, Belgii, Austrii i w Niemczech, a także dla ziem polskich. Przykładem świątyni tego typu jest m.in. krakowski kościół Niepokalanego Poczęcia Najświętszej Maryi Panny.
W 1650 roku, niemal pięćdziesiąt lat po zakończeniu budowy, Carlo Rainaldi zaprojektował ołtarz główny z cyborium.
14 stycznia 1664 roku papież Aleksander VII podniósł godność kościoła do diakonii kardynalskiej. Kościół został odnowiony w latach 30. XVII wieku.
W 1849 roku, podczas ostatniej fazy oporu rewolucyjnej Republiki Rzymskiej przed inwazją wojsk francuskich, kościół Santa Maria della Scala był wykorzystywany jako szpital dla żołnierzy Garibaldiego rannych w walkach o Zatybrze.
24 stycznia 2004 roku, w czasie uroczystości objęcia w posiadanie swej tytularnej świątyni, kardynał Stanisław Nagy ofiarował kościołowi kopię obrazu Matki Bożej Płaszowskiej.

## Architektura i sztuka
Barokowy kościół Matki Bożej ze Schodów zaprojektowany został przez Francesco Ciprianiego da Volterrę, a jego wygląd wzorowany był na rzymskim kościele Najświętszego Imienia Jezus.
Plan kościoła oparty jest na krzyżu łacińskim, z krótki transeptem. Kościół ma kopułę na ośmiokątnym bębnie z wysoką latarnią. W skrajnym lewym rogu prezbiterium znajduje się niewielka jednopiętrowa dzwonnica.

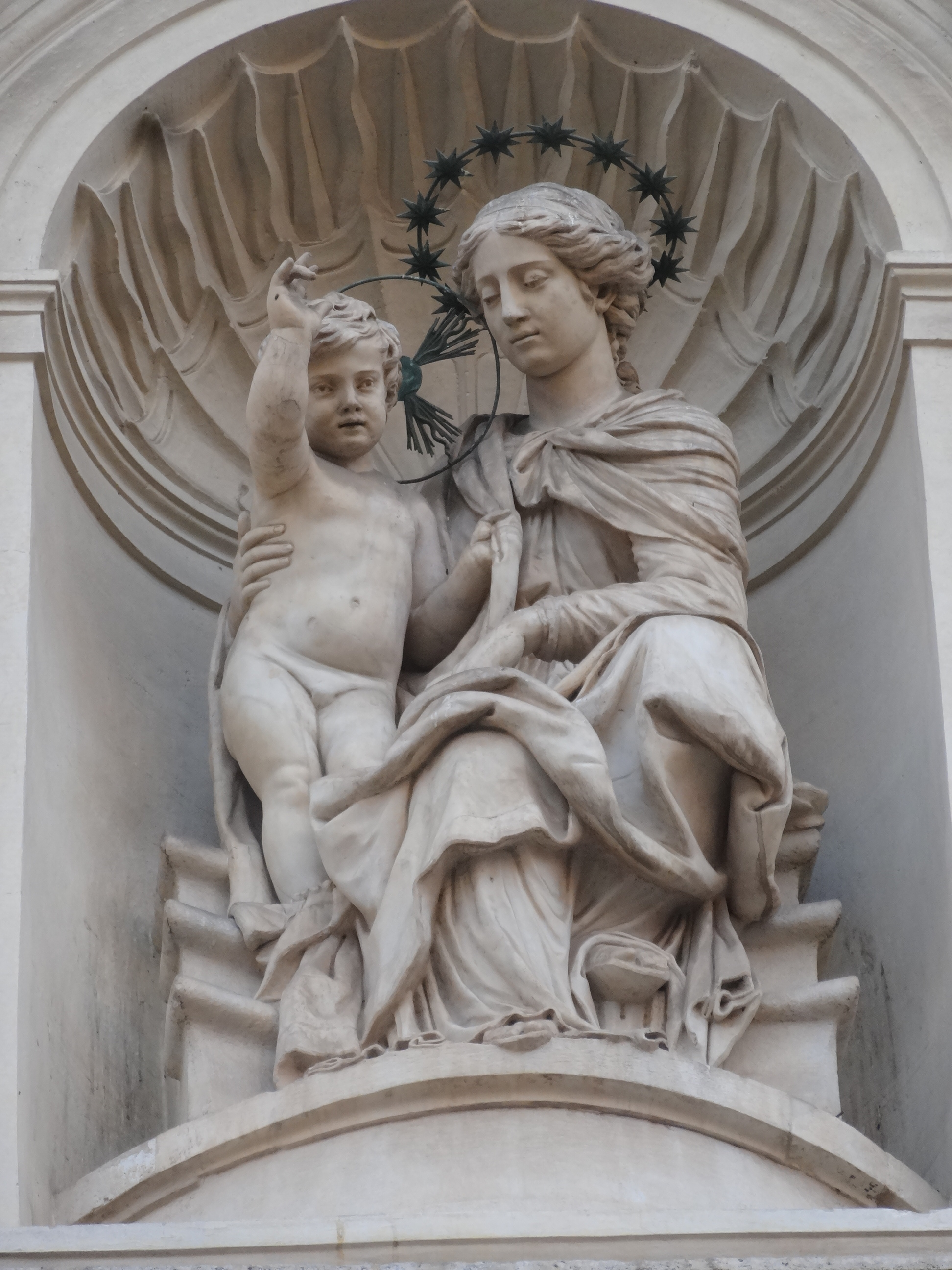
Figura w niszy nad wejściem do kościoła

Fasada ukończona została w 1624 roku, a zaprojektował ją Girolamo Rainaldi. W 1634 roku w centralnej niszy frontonu ustawiona została rzeźba Matki Boskiej. Fasada z trawertynu ma dwie kondygnacje i jest wyższa od leżącej za nią nawy. Środkowa część dolnej kondygnacji jest lekko wysunięta do przodu. Ma ona dwie pary korynckich pilastrów flankujących drzwi i podtrzymujących puste belkowanie. Pilastry umieszczono również w rogach pierwszej kondygnacji. Po obu stronach drzwi wejściowych znajdują się kolumny jońskie. W niszy nad drzwiami umieszczono figurę Madonny z Dzieciątkiem z 1633 roku dłuta Francesco di Cusart. Na górnej kondygnacji znajdują się również dwie pary pilastrów oraz centralnie położone prostokątne okno z balustradą flankowane przez kolumny jońskie podtrzymujące fronton. Fasadę wieńczy trójkątny fronton z herbem. Po bokach tej kondygnacji umieszczono spływy wolutowe.
Typ architektury kościoła Matki Bożej na Schodach Benignus Józef Wanat scharakteryzował następująco:

W kościołach karmelitańskich przyjął się zmodyfikowany wzorzec Giacomo della Porta ze świątyni Il. Gesu, w wydaniu kościołów rzymskich Santa Maria della Scala i S. Maria della Vittoria. Polegał on na spiętrzeniu porządków architektonicznych w dwóch kondygnacjach, przy czym dolna kondygnacja odpowiadała wysokości bocznych kaplic i była szersza – trzyprzęsłowa z niszami w bocznych przęsłach i piramidami w narożach. Górna kondygnacja z dużym oknem od nawy była dostosowana do jej szerokości i wysokości ze spływami i wolutami po bokach. Całość zwieńczona tympanonem z krzyżem na szczycie i kulach względnie kandelabrach po bokach. Na osi nawy portal najczęściej kamienny flankowyn kolumnami z przerwanym przyczółkiem z herbem fundatora i dedykacyjną tablicą lub edikulą z niszą na statuę Matki Bożej lub św. Józefa.

Na wnętrze kościoła składa się duża centralna nawa, po obu jej stronach znajdują się po trzy kaplice boczne. W obu ramionach transeptu umieszczono ołtarze. Sklepienia nawy, chóru, kopuły oraz lewego ramienia transeptu ozdobione są malowidłami mającymi imitować sztukaterie, natomiast prawego ramienia transeptu zdobią prawdziwe reliefy sztukatorskie.
Z nawy głównej do bocznych kaplic przechodzi się przez dużych rozmiarów łuki, pomiędzy którymi znajdują się korynckie pilastry podtrzymujące belkowanie z gzymsem z modylionami biegnące wokół kościoła. Nad łukami, powyżej gzymsu rozmieszczono okna.
Ołtarz wykonał Carlo Rinaldi. Jest on zwieńczony cyborium, otoczonym szesnastoma smukłymi kolumnami korynckimi, które wykonany zostały z sycylijskiego alabastru. Ołtarz jest jaspisowy. Kopułę cyborium stworzono z brązu, a ozdobiona została czterema terakotowymi posągami Apostołów.
Po obu stronach ołtarza są drzwi prowadzące do chóru zakonników, nad którymi umieszczono figury świętych Józefa i Teresy z Ávili z 1706 roku, autorstwa Simone Giorgini.

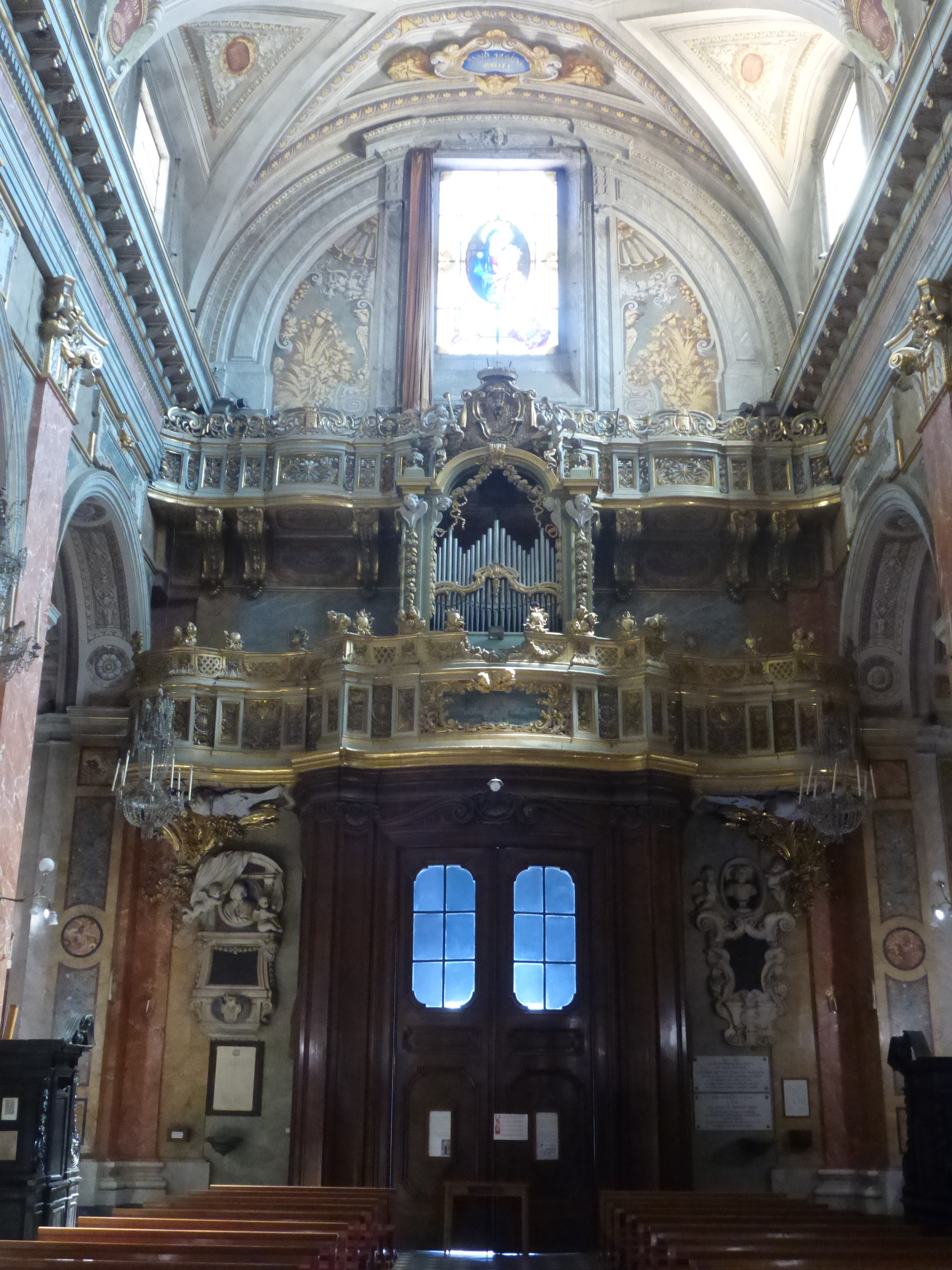
Wnętrze kościoła, widok w kierunku organów

W apsydzie pośrodku znajduje się wizerunek Królowa Niebios autorstwa Cavalier d'Arpino z 1612 roku, natomiast po bokach są obrazy Chrzest Chrystusa, Gody w Kanie Galilejskiej, Ostatnia Wieczerza i Wniebowstąpienie Lucasa de la Haye. Koncha apsydy ozdobiona została freskiem przedstawiającym Chrystusa na tronie z Matką Bożą, św. Józefem oraz świętymi karmelitańskimi.

### Kaplice boczne
Kaplica św. Jana Chrzciciela
Pierwsza kaplica po prawej stronie poświęcona jest św. Janowi Chrzcicielowi. Obraz ołtarzowy Ścięcie św. Jana Chrzciciela jest dziełem holenderskiego malarza Gerrit van Honthorst z 1619 roku. Kolumny ołtarza zostały wykonane z czarnego marmuru, ponadto w ołtarzu wykorzystano również alabaster, jaspis sycylijski i żółty marmur ze Sieny.
Kaplica św. Jacka
Druga kaplica po prawej stronie poświęcona jest św. Jackowi. Ołtarz ma kolumny z różowego marmuru i mieści obraz Matka Boża ze św. Jackiem i Katarzyną ze Sieny autorstwa Antiveduto Gramatica.
Kaplica św. Józefa
Trzecia kaplica po prawej stronie poświęcona została Maryi, św. Józefowi i św. Annie. Obraz ołtarzowy autorstwa Giuseppe Ghezziego z 1710 roku przedstawia Świętą Rodzinę. Po lewej stronie znajduje się obraz Zaślubiny Maryi Antonio Davida, natomiast po prawej stronie Sen św. Józefa Giovanniego Odazziego. Ten ostatni artysta wykonał również fresk w kopule Apoteoza św. Józefa. Obraz Najświętszego Serca Jezusa na ołtarzu jest kopią obrazu Pompeo Batoni.
Kaplica św. Teresy z Ávili
Ołtarz w prawym ramieniu transeptu poświęcony jest św. Teresie z Ávili. Ołtarz, projektu Giovanniego Paolo Paniniego z 1617 roku, ma cztery spiralnie żebrowane marmurowe kolumny. W jego górnej części umieszczono dwa marmurowe anioły autorstwa Giovanniego Battisty Maini. Obraz ołtarzowy Ekstaza św. Teresy jest dziełem Francesco Manciniego z 1745 roku. Na bocznych ścianach są dwie marmurowe płaskorzeźby przedstawiające świętą w ekstazie, po prawej dzieło René-Michel Slodtz i po lewej Filippo Della Valle. Kontynuacją tematu są stiukowe płaskorzeźby nad ołtarzem autorstwa Giuseppe Lironi.
W kaplicy znajduje się relikwia prawej stopy świętej.
Kaplica Matki Bożej z Góry Karmel
Pierwsza kaplica po lewej stronie dedykowana jest Matce Bożej z Góry Karmel. Obraz ołtarzowy przedstawia Maryję wręczającą szkaplerz św. Szymonowi Stockowi autorstwa Cristofora Roncallego, który wykonał również fresk Bóg Ojciec powyżej.
Kaplica Wniebowzięcia
Druga kaplica po lewej stronie poświęcona jest Wniebowzięciu Maryi. Została ona zaprojektowana przez Girolamo Rainaldiego. Na bocznych ścianach znajdują się obrazy przedstawiające Narodziny Maryi i Zaślubiny Maryi autorstwa Giovanniego Conca. Obraz w ołtarzu przedstawiający Śmierć Marii jest autorstwa Carlo Saraceni. Na dole przed ołtarzem znajduje się posąg św. Teresy z Lisieux.
Kaplica krucyfiksu
Trzecia kaplica po lewej w ołtarzu z czarnymi marmurowymi kolumnami mieści krzyż. Krucyfiks czczony jest przez św. Jana od Krzyża i grupę aniołów z białego marmuru. Kompozycję tę wykonał Pietro Francesco Papaleo w 1726 roku. Pozostałe malowidła w kaplicy to dzieła Filippo Zucchettiego.
Kaplica Matki Bożej ze Schodów
W ołtarzu w lewym ramieniu transeptu znajduje się cudowny wizerunek Matki Bożej określany jako Santa Maria della Scala (pol. Matka Boża ze Schodów), dla którego wzniesiono kościół. Ołtarz ma cztery duże kolumny z czerwonego marmuru z Werony. Obrazy na ścianach przedstawiają Koronację Maryi i Niepokalane Poczęcie, są to dzieła autorstwa Lucasa de la Haye.

## Kardynałowie diakoni
Kościół Matki Bożej ze Schodów jest jednym z kościołów tytularnych nadawanych kardynałom-diakonom (Titulus Sanctae Mariae Scalaris). Tytuł ten został ustanowiony 14 stycznia 1664 roku przez papieża Aleksandra VII.
- Paolo Savelli (11 lutego 1664 – 14 stycznia 1669)
- Buonaccorso Buonaccorsi (19 maja 1670 – 18 kwietnia 1678)
- Gianfrancesco Ginetti (22 września 1681 – 12 stycznia 1682)
- Johannes Walter Sluse (30 września 1686 – 16 lipca 1687)
- Reginald d’Este (20 grudnia 1688 – 21 marca 1695)
- Domenico Tarugi (2 stycznia 1696 – 27 grudnia 1696)
- Carlo Colonna (25 czerwca 1706 – 6 maja 1715)
- Alessandro Falconieri (20 listopada 1724 – 26 stycznia 1734)
- Ludwik Antoni Burbon (19 grudnia 1735 – 18 grudnia 1754)
- Saverio Canali (1 grudnia 1766 – 20 marca 1773)
- Gregorio Antonio Maria Salviati (28 lipca 1777 – 29 września 1780)
- Filippo Campanelli (3 sierpnia 1789 – 29 listopada 1790)
- Ludwik Maria Burbon y Vallabriga (20 października 1800 – 19 marca 1823, pro hac vice)
- Paolo Mangelli Orsi (30 stycznia 1843 – 22 lutego 1844)
- Prospero Caterini (10 marca 1853 – 18 grudnia 1876, następnie do 28 października 1881 in commendum)
- Pietro Lasagni (30 marca 1882 – 19 kwietnia 1885)
- Augusto Theodoli (10 czerwca 1886 – 26 czerwca 1892)
- Girolamo Maria Gotti (2 grudnia 1895 – 13 marca 1916, pro hac vice)
- Camillo Laurenti (16 czerwca 1921 – 16 grudnia 1935, następnie do 6 września 1938 pro hac vice)
- José María Caro Rodríguez (17 maja 1946 – 4 grudnia 1958, pro hac vice)
- Julius Döpfner (18 grudnia 1958 – 24 lipca 1976, pro hac vice)
- Carlos Oviedo Cavada (26 listopada 1994 – 7 grudnia 1998, pro hac vice)
- François Xavier Nguyễn Văn Thuận (21 stycznia 2001 – 16 września 2002)
- Stanisław Nagy (21 października 2003 – 5 czerwca 2013)
- Ernest Simoni (od 19 listopada 2016)[12]